# Wilfred Gordon Bigelow
Wilfred Gordon "Bill" Bigelow (18.6.1913 – 27.3.2005) là một bác sĩ giải phẫu tim người Canada, nổi tiếng về việc phát triển máy điều hòa nhịp tim nhân tạo (artificial pacemaker) và sử dụng việc hạ nhiệt trong giải phẫu tim.

## Cuộc đời và Sự nghiệp
Ông sinh tại Brandon, Manitoba, Canada, là con của Dr. Wilfred Abram Bigelow - người sáng lập bệnh xá tư đầu tiên ở Canada - và Grace Ann Gordon - nữ y tá kiêm nữ hộ sinh. Ông đậu bằng bác sĩ y khoa ở Đại học Toronto năm 1938.
Trong Chiến tranh thế giới thứ hai ông là đại úy trong đoàn Quân y Quân đội Hoàng gia Canada, đảm nhiệm việc giải phẫu thương bệnh binh ngoài mặt trận.  Sau chiến tranh ông sang học 1 năm ở Trường Y học Johns Hopkins (ở Baltimore, Maryland, Hoa Kỳ) rồi được bổ nhiệm làm việc ở Toronto General Hospital năm 1947, và ở Phân ban giải phẫu Đại học Toronto năm 1948.
Trong thập niên 1950, Bigelow triển khai việc hạ nhiệt (hypothermia) tức làm giảm thân nhiệt của bệnh nhân trước khi giải phẫu, nhằm giảm lượng oxy cần thiết, khiến cho việc giải phẫu tim an toàn hơn.

## Gia đình
Ông kết hôn với Ruth Jennings. Họ có bốn người con: Pixie, John, Dan và Bill.

## Tác phẩm
Ông đã viết 2 quyển Cold Hearts và Mysterious Heparin.

## Giải thưởng và Vinh dự
Giải quốc tế Quỹ Gairdner năm 1959
Năm 1981 ông được thưởng Huân chương Canada hạng Officer.
Năm 1997 ông được đưa vào Canadian Medical Hall of Fame (nơi vinh danh các nhà Y học có đóng góp lớn).